# Обикновен здравец
Обикновеният здравец (Geranium macrorrhizum) е многогодишно растение от семейство Здравецови (Geraniaceae). От него се добива гераниево етерично масло.

## Описание
Стъблото е изправено с дължина от 6 до 50 cm. Листата са едри (широки 4 – 10 cm), дълбоко нарязани, предимно приосновни, леко лепкави при допир. Те са ароматни, а през есента обикновено добиват жълтеникав или керемиденочервен оттенък. Има дълги, дебели корени, които се разклоняват над повърхността на почвата.
Цъфти през юни и юли с розови до карминеночервени цветове. Често цъфти повторно в началото на есента. Чашелистчетата са изправени с червеникав цвят. Венчелистчетата са пурпурночервеникави.

## Местообитание
Расте на полусенчести до слънчеви, скали и храсталаци в планините.

## Действие
Обикновения здравец има лечебно действие (регулира кръвното налягане) и широко се използва като декоративно растение.